# ألبرت كونتي
ألبرت كونتي (بالإنجليزية: Albert Conti)‏ مواليد 29 يناير 1887 في غوريتسيا، النمسا - الوفاة 18 يناير 1967 في هوليوود، الولايات المتحدة، هو ممثل أمريكي بدأ مسيرته الفنية سنة 1923. من أعماله صديقتي سالي. امتدت مسيرته الفنية لأكثر من 29 عاما.

## روابط خارجية
- ألبرت كونتي على موقع IMDb (الإنجليزية)
- ألبرت كونتي على موقع ألو سيني (الفرنسية)
- ألبرت كونتي على موقع أول موفي (الإنجليزية)
- ألبرت كونتي على موقع قاعدة بيانات الأفلام السويدية (السويدية)
- ألبرت كونتي على موقع إن إن دي بي (الإنجليزية)
- ألبرت كونتي على موقع قاعدة بيانات الفيلم (الإنجليزية)
- ألبرت كونتي على موقع كينوبويسك (الروسية)